# Allan Cormack
Allan McLeod Cormack (Joanesburgo, 23 de fevereiro de 1924 — Massachusetts, 7 de maio de 1998) foi um físico sul-africano. Foi laureado com o Nobel de Fisiologia ou Medicina de 1979, por ter participado do aprimoramento do diagnóstico de doenças pela tomografia axial computadorizada (TAC), um feito muito grande e incomum, pois Cormack não tinha o título de doutorado em nenhuma área da ciência.
Sua família originária do norte da Escócia se mudou para a África do Sul após a Primeira Guerra Mundial, sua mãe era professora enquanto seu pai era engenheiro. Nasceu em Joanesburgo em 1924, sendo o irmão mais novo de três. Após a morte de seu pai em 1936, sua família se fixou na Cidade do Cabo, optando por seguir os passos de seu pai ingressou no curso de engenharia elétrica na Universidade da Cidade do Cabo. Porém alguns anos depois abandonou a engenharia e iniciou seus estudos em física.
Após terminar seu bacharel e mestrado na Universidade da Cidade do Cabo dirigiu-se para Cambridge como pesquisador, onde conheceu sua esposa estadunidense Barbara Seavey. Em 1950 retornou para a Cidade do Cabo, para trabalhar com física nuclear apesar da pouca estrutura. Em 1956 teve contado com tomografia axial computadorizada. Durante sua primeira licença sabática, viajou aos Estados Unidos no qual considerou um ótimo país para se pesquisar, como resultado, conquistando uma bolsa de pesquisa em Harvard de um ano sobre física nuclear, conseguindo assim, no final de sua licença, uma oportunidade para trabalhar como professor assistente de física na Universidade Tufts, no ano de 1964, passou a ser professor titular. Converteu-se como cidadão americano em 1966. Por fim, tornou-se presidente do departamento de física de 1968 até 1976. Aposentou-se no ano de 1980 e tornou-se membro da Academia Americana de Artes e Ciências.
Passou a maior parte do seu tempo estudando física nuclear e física de partículas, trabalhando em tomografia apenas quando lhe restava tempo. Inicialmente, Cormack despertou curiosidade pelo problema da imagem obtida por raios X em tecidos moles ou camadas de tecidos com diferentes densidades, no qual as representações bidimensionais das placas de raios X da época não conseguiam diferenciar esses tecidos. No começa da década de 1960, já com muito estudo, ele foi capaz de mostrar como calcular os detalhes de uma seção plana de tecidos moles através de medições da perda de intensidade dos raios X, que passavam por diferentes ângulos nos tecidos em questão. Allan, então forneceu uma técnica matemática para produzir um mapa muito mais nítido dos tecidos contidos em uma seção transversal do corpo.  
Em 1963 e 1964 publicou os resultados dos seus trabalhos em tomografia porém sem repercussão voltou-se às suas atividades acadêmicas. Apenas em 1970 a 1972 que observou um significativo desenvolvimento da tomografia axial computadorizada à qual dedicou muitas horas de seu tempo. No ano de 1979 foi laureado com o prêmio Nobel de Fisiologia ou Medicina, pelas suas contribuições na tomografia computorizada, juntamente com o engenheiro britânico Godfrey Hounsfield Por fim, tornou-se presidente do departamento de física de 1968 até 1976. Em 1990, na Universidade de Tufts, Comarck recebeu um título honorário de doutorado, e recebeu a Medalha Nacional de Ciências.  
Cormack faleceu em 1998, vitima de um câncer.
Allan Cormack juntamente com Godfrey Hounsfield, tiveram uma grande contribuição ao introduzir métodos mais sofisticados de diagnóstico por imagem, que até aquela época eram possíveis somente pelo Raio x, incluindo a tridimensionalidade que culminaria no tomógrafo. Atualmente esses equipamentos são responsáveis pela detecção e acompanhamento de diversas patologias.